# Карри, Артур
А́ртур Уильям Ка́рри (англ. Arthur William Currie; 5 декабря 1875, Наппертон, Онтарио — 13 ноября 1933, Монреаль) — канадский военный деятель, генерал. Командующий Канадским корпусом в Европе во время Первой мировой войны, идеолог активного использования артиллерии и инженерных войск при подготовке наступательных действий. Начав свою военную карьеру на самой нижней ступени в качестве ополченца-стрелка, поднялся до первого канадца во главе экспедиционного корпуса в мировой войне. Рыцарь Большого креста ордена Святых Михаила и Георгия.

## Биография

### До начала Первой мировой войны
Артур Уильям Карри родился в 1875 году в провинции Онтарио (Наппертон, графство Мидлсекс, в настоящее время в муниципальных границах города Стратрой-Карадок) в семье Уильяма Гарнера Карри и Джейн Карри (урождённой Паттерсон). Получив гражданское образование, переехал в 1894 году в Сидни (Британская Колумбия), где стал учителем. В 1896 году он получил место учителя в Виктории и преподавал там в течение трёх половиной лет, после чего занялся страховым бизнесом, а с 1909 года также торговлей недвижимостью (в 1914 году крах рынка недвижимости оставил его без средств и со значительными долгами). В 1901 году он женился на Люси-Софи Чоуорт-Мастерс; впоследствии у супругов Карри родились сын и дочь.
Военная карьера Карри развивалась одновременно с его гражданской карьерой. Он начал военную службу в начале 1897 году в Пятом полку гарнизонной артиллерии Нерегулярной активной милиции (англ. Non-Permanent Active Militia) в чине рядового. В 1900 году он был произведён в офицеры и прошёл все ступени иерархии, став в сентябре 1909 года подполковником. Он также занимал пост вице-президента Канадской ассоциации артиллеристов. В ноябре 1913 года ему было поручено формирование 50-го пехотного полка, Канадских Горцев Гордона. В начале Первая мировая война он добровольцем отправился на европейский театр военных действий, где под его начало была вверена пехотная бригада.

### Первая мировая война: бригада и дивизия
При формировании Первой канадской дивизии Карри был назначен командиром 2-й канадской пехотной бригады и произведён в полковники в январе и в бригадные генералы в марте 1915 года. В апреле того же года его бригада приняла участие во второй битве при Ипре. За свои действия по удержанию линии фронта после немецкой газовой атаки Карри был произведён в кавалеры ордена Бани и командоры ордена Почётного легиона. Он продолжал командовать бригадой до сентября, а затем сменил генерала Элдерсона в должности командующего дивизией. Эту должность он занимал до июня 1917 года, за это время приняв участие в сражении при Монсорреле в июне 1916 года, битве на Сомме в сентябре-октябре, битве при Вими и битве при Аррасе в апреле-мае 1917 года.
В начале января 1917 года Карри вместе с другими британскими офицерами прибыл под Верден для изучения боевой обстановки. После этого визита Карри подготовил аналитическую записку, направленную им в штаб корпуса. В записке он развивал ряд положений, связанных с оптимизацией тактики британских войск:
- Приоритетное значение артиллерии: помимо артподготовки, огневой поддержки наступающих сил и контрбатарейной стрельбы, с точки зрения Карри, артиллерия должна также выполнять задачи по постановке дымовой завесы и вести с произвольными временными промежутками тревожащий огонь для дезорганизации вражеских коммуникаций;
- Значение манёвра: Карри особо подчёркивал важность обучения войск искусству манёвра. Полностью отвергая принятую в британской армии тактику атак «волнами», представляющими собой неорганизованную массу отдельных солдат, он рекомендовал взять на вооружение французские наработки постановки конкретных задач небольшим подразделениям (взводам и ротам);
- Значение инженерных войск: Карри обращал внимание на важность инженерной подготовки перед наступательными действиями, призванной обеспечить максимальную подвижность войск на поле боя;
- Значение карт: отдельно Карри отмечалась важность обеспечения войск точными картами, которые, по его мысли, должны быть у каждого командира вплоть до сержантского состава;
- Значение местности: Карри настаивал, что целями наступательных действий должны служить господствующие над местностью естественные объекты, а не линии окопов[4].

Уже в феврале 1917 года многие из идей Карри нашли своё воплощение в оперативном плане, подготовленном командующим Канадским корпусом генерал-лейтенантом Бингом перед битвой при Вими. В результате наступления канадцы быстро продвинулись на 2 с половиной мили, захватив при этом десятки пушек, сотни миномётов и пулемётов и свыше четырёх тысяч пленных. Дивизия Карри во время наступления выполнила поставленную перед ней задачу лучше всех, в полном соответствии с планом.

### Первая мировая война: Канадский корпус
6 июня 1917 года Карри был назначен командующим Канадским корпусом. В 41 год он стал самым молодым генерал-лейтенантом британской армии и первым некадровым офицером, достигшим этого звания. Его первое значительное задание в новой должности было получено в сентябре: ему было предписано овладеть гребнем Пашендейль рядом с одноимённой деревней. До этого главнокомандующий британскими экспедиционными силами Дуглас Хейг тщетно посылал на штурм гребня всё новые силы без видимого успеха и с огромными потерями. Местность была совершенно неподходящей для наступления, войска увязали в непролазной топи. Более того, как считал сам Карри, Пашендейль не имел никакой стратегической ценности и «не стоил ни одной капли крови». Тем не менее, он подчинился приказу, но выдвинул ряд условий — в первую очередь, время на подготовку коммуникаций. После подготовки его части, разделённые на четыре мобильных группы, при массированной артиллерийской поддержке начали штурм 26 октября и после кровопролитных боёв (более 15 тысяч убитыми и ранеными с британской стороны) овладели целью 10 ноября.

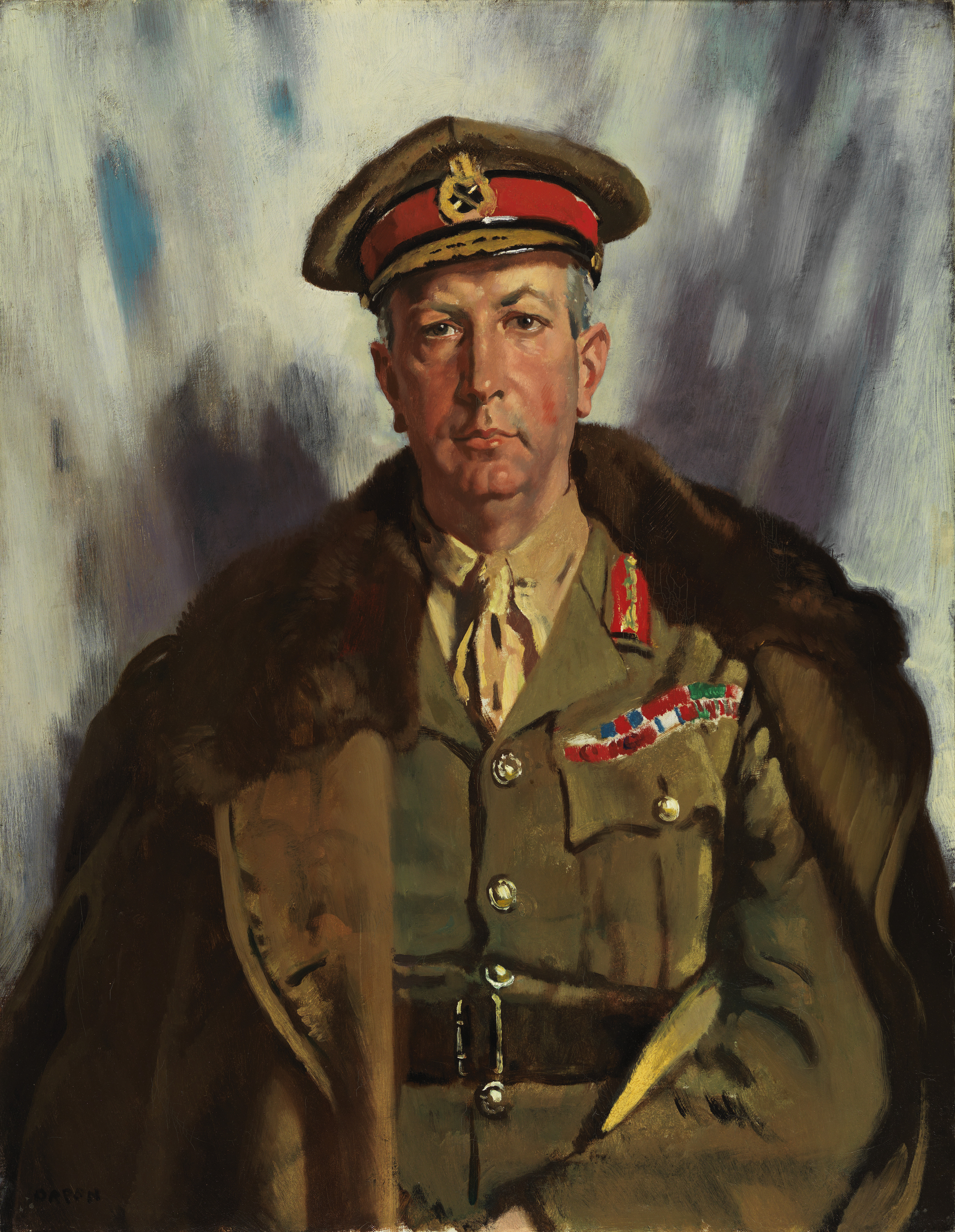
Портрет 1919 года

В конце 1917 года британское командование, столкнувшееся с истощением людских ресурсов, приняло решение о разукрупнении своих дивизий: вместо 12 батальонов они должны были включать по девять, при этом солдаты из расформированных батальонов пополняли состав остальных, доводя его до предусмотренного. Карри было предложено последовать этой схеме и превратить Канадский корпус в армию, состоящую из двух меньших корпусов. Однако Карри, считавший, что у него недостаточно опытных офицеров для двух корпусов, опасался потери боеспособности своих частей. Он категорически отказался принять под командование армию и предпочёл остаться командиром корпуса, при условии, что состав каждого из его батальонов будет увеличен на 100 солдат.
В дальнейшем под руководством Карри Канадский корпус провёл ряд важных операций (среди наиболее масштабных — Амьенская операция, прорыв Линии Гинденбурга при Аррасе и битва при Камбре). Только за первый день Амьенской операции Канадский корпус захватил пленными свыше 5000 немецких военнослужащих и свыше 150 орудий, а всего за время наступления продвинулся на 13 километров. Затем ему было поручено атаковать германские позиции на линии Дрюкур-Кеан. Неожиданная ночная атака Карри застала немцев врасплох, и канадцы за один день прорвали два эшелона обороны, и к концу августа три штурмовых дивизии Канадского корпуса овладели линией Дрюкур-Кеан. В ходе битвы при Камбре силы Карри 27 сентября быстрым и рискованным по меркам тогдашнего военного искусства манёвром (вывавшим на стадии планирования возражения всех вышестоящих военачальников, но тем не менее успешно воплощённым затем в жизнь) форсировали канал к югу от основного направления удара и, развернувшись обратно, окружили Камбре. В течение четырёх дней, до подхода Третьей британской армии, канадцы сдерживали контратаки немцев, подтянувших 13 дивизий с целью деблокировать Камбре. После взятия Камбре Канадский корпус продолжил наступление в направлении Валансьена, а затем Монса, который был взят перед самым заключением перемирия. За 96 дней наступления Канадский корпус прошёл 130 километров от Амьена до Монса, выдержав бои с десятками германских дивизий, по подсчётам самого Карри, составлявших около четверти личного состава германской армии на Западном фронте.
За свои заслуги в июне 1917 года Карри был произведён в рыцари-командоры ордена св. Михаила и св. Георгия, в ноябре в великие офицеры бельгийского ордена Короны, а в марте 1918 года — в рыцари-командоры ордена Бани.

### После войны

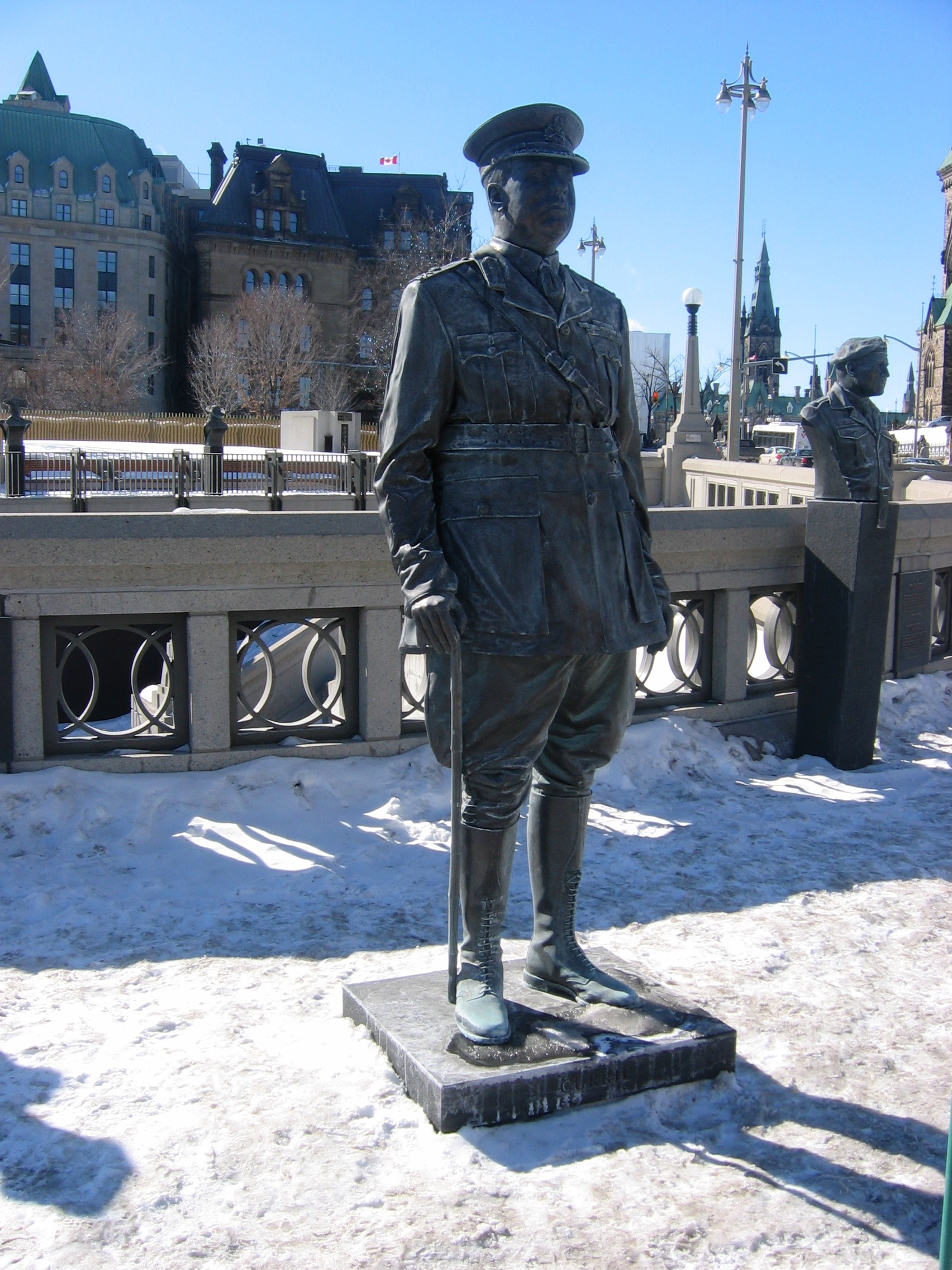
Памятник Артуру Карри, Мемориал Героев, Оттава

После окончания войны Карри командовал канадскими оккупационными войсками в Германии. По возвращении в Канаду ему было присвоено звание генерала. Он был назначен генерал-инспектором вооружённых сил Канады (на тот момент высший пост в канадской армии) и главным военным советником правительства Канады. В то же время он был обвинён бывшим министром ополчения Сэмом Хьюзом в пренебрежении к жизням солдат в ходе боевых действий и даже получил в это время прозвище «мясник»; в его защиту выступил лично премьер-министр Канады Роберт Борден, но впоследствии ему пришлось вести процесс о клевете против газеты Evening Guide, который он выиграл, но который стоил ему больших денег и нервных затрат и, возможно, подорвал его здоровье.
Уже 31 июля 1920 года Карри подал в отставку с занимаемых постов и немедленно занял должность ректора Университета Макгилла в Квебеке. Эту должность он занимал весь остаток жизни. В 1925—27 году он был председателем Конференции университетов Канады. Он также занимал высокие административные должности в Bank of Montreal и в Hôpital Général de Montréal
Умер Артур Карри в Монреале в 1933 году. Он был похоронен на монреальском кладбище Нотр-Дам.

## Упоминания в массовой культуре
В романе Р. Хайнлайна «Звездный десант» именем Артура Карри (в некоторых переводах — Артура Курье) назван лагерь, где проходил военную подготовку главный герой.